# Klaartje de Zwarte-Walvisch

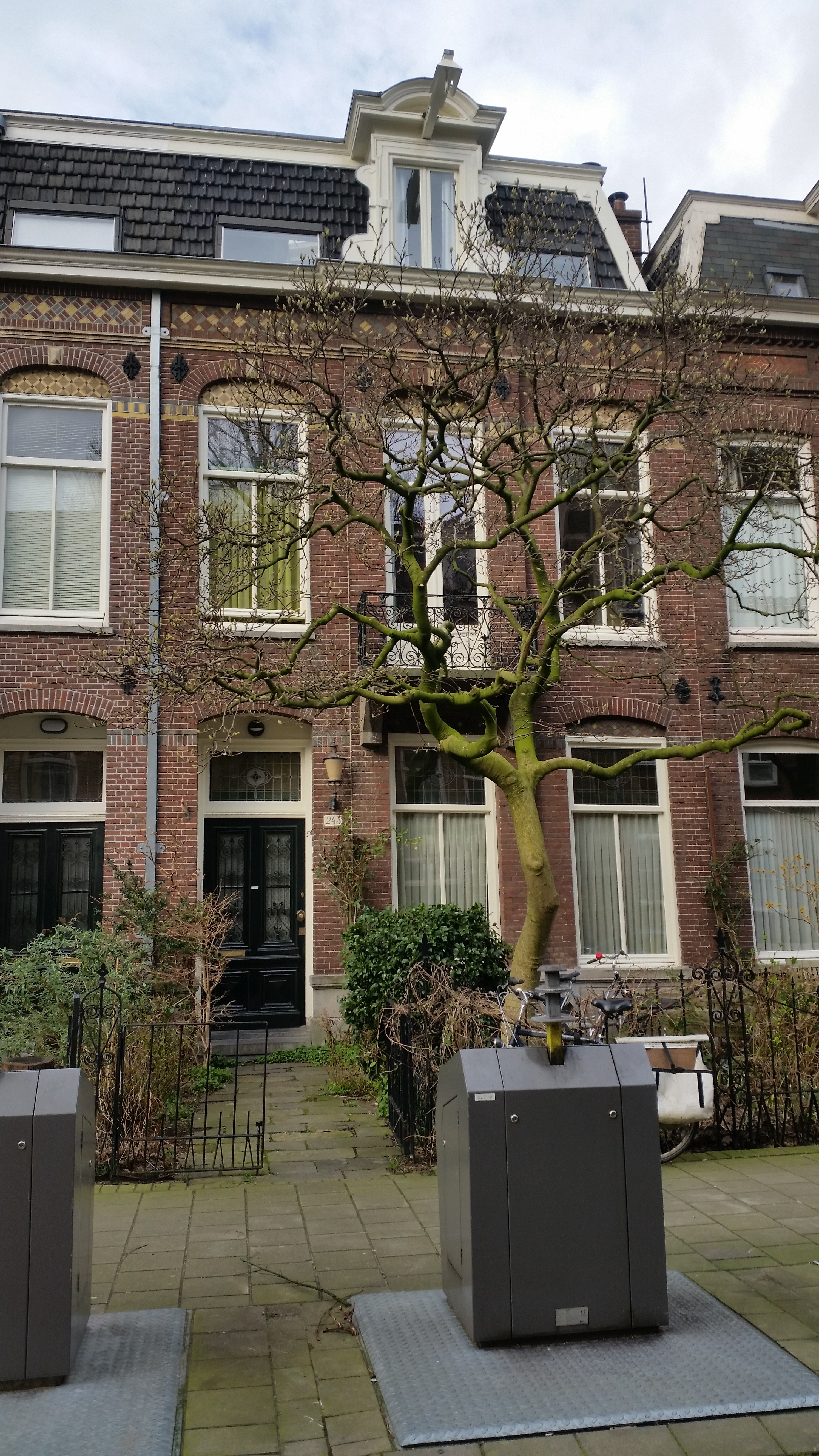
Tweede Oosterparkstraat 245, Amsterdam (februari 2020)

Klaartje de Zwarte-Walvisch (Amsterdam, 6 februari 1911 – Sobibor, 16 juli 1943) was een Joodse vrouw, dagboekschrijfster tijdens de tweede wereldoorlog en mantelnaaister.

## Biografie
Klaartje Walvisch was een dochter van Barend Walvisch en Mietje Breemer, wonende in de Keizerstraat. Ze trouwde in 1934 met Joseph de Zwarte (magazijnbediende).
Ze werd op 22 maart 1943 uit haar woning aan de Tweede Oosterparkstraat 245 gehaald en werd meegenomen naar de Zentralstelle für jüdische Auswanderung in Amsterdam aan het Adama van Scheltemaplein. Haar man werd even later opgepakt en samen belandden ze in de Hollandsche Schouwburg. Samen met haar man werd ze vervolgens gedeporteerd naar Kamp Vught. Haar man werd tewerkgesteld bij het buitencommando van Kamp Vught te Moerdijk.
Op 4 juli 1943 vond er een transport plaats naar Kamp Westerbork vanwaar ze op 13 juli op de trein naar Sobibór gezet werd. Het was het achttiende van de in totaal negentien transporten die vanuit Westerbork naar Sobibór gingen. Eenmaal daar aangekomen op 16 juli werden alle gedeporteerden uit die trein, 1988 mannen, vrouwen en kinderen, vergast.
In totaal zijn er 34.000 mannen, vrouwen en kinderen uit Nederland in Sobibór vermoord in nog geen vijf maanden tijd. Van de negentien transporten overleefden slechts vijftien vrouwen en drie mannen de oorlog.

## Dagboek
Vanaf het moment van aankomst in de Hollandsche Schouwburg, gedurende haar tijd in Kamp Vught tot haar aankomst in Westerbork hield Klaartje de Zwarte-Walvisch een dagboek bij over de ontberingen. Het belang en de kwaliteit van het schrijven worden door velen erkend.
"Het dagboek is een bijzonder document, niet alleen omdat het een schokkende inkijk in het leven in de kampen geeft, maar ook omdat het nog eens duidelijk maakt dat de gruwelen van Hitlers Derde Rijk niet beperkt bleven tot Duitsland en Polen. (...) Naast historische heeft het dagboek van Klaartje de Zwarte-Walvisch ook literaire waarde. De Zwarte-Walvisch kon schrijven....."
Over het beruchte kindertransport uit Kamp Vught in 1943 maakte ze een adembenemend verslag, waarvan hier een passage volgt van het daadwerkelijke moment van afscheid en tevens de passage die de titel gaf aan het boek:

‘Zoals men weleens onwillekeurig een stukje papier versnippert, zo werden harten en zielen verscheurd en uit elkaar gerukt. Alles ging aan flarden. Alles werd vertrapt. Elk hartje, onverschillig of het klein of groot was, werd vertrapt, besmeurd en onherstelbaar verwoest. Dit was beschaving. Dit was cultuur. Dit was het nieuwe Europa.’
Ze was in staat het dagboek voor haar vertrek uit Westerbork te overhandigen aan haar zwager Salomon de Zwarte, die het doorgaf aan zijn dochter Miep Koenig, die het afleverde aan het Joods Historisch Museum. Miep had geen idee dat het door haar tante geschreven was, omdat ze niet met haar vader sprak over het zeer beladen onderwerp van de oorlog.
Het dagboek bevond zich al jaren in het museum, maar doordat het anoniem geschreven was en alle namen en verwijzingen naar namen er voor de veiligheid zorgvuldig uit weggelaten waren, was het bekend als Dagboek uit kamp Vught van een onbekende vrouw.
In 2008/2009, tijdens onderzoek voor de televisieserie De Oorlog wilden researchers Yfke Nijland en Suzanne Hendriks van de NPS (Nederlandse Programma Stichting), die het dagboek als naslagwerk voor de serie gebruikten, weten wie de schrijfster was. Door de weinige gegevens te combineren en met behulp van het digitale Joods Monument (destijds Digitaal Monument) werd de schrijfster gevonden. Het manuscript werd snel uitgegeven in boekvorm onder de titel Alles ging aan flarden, met als subtitel Het oorlogsdagboek van Klaartje de Zwarte-Walvisch.
Op zondag 22 november 2009 is het in de Hollandse Schouwburg in Amsterdam gepresenteerd. Ad van Liempt, eindredacteur van de tv-serie 'De Oorlog' zei over het dagboek: "Je zou kunnen zeggen dat Klaartje de Zwarte begint met schrijven, waar Anne Frank moest ophouden: bij haar arrestatie. En de manier waarop ze verslag doet is af en toe letterlijk adembenemend."

## Andere erkenning
In 2017 stond de Zwarte-Walvisch centraal in een aflevering van de tv-serie Het was oorlog van Omroep Max.
In september 2017 heeft de gemeente Amsterdam brug 1925 in het Oosterpark de naam Klaartje de Zwarte-Walvischbrug gegeven. Het woonhuis aan de Tweede Oosterparkstraat 245, waar Klaartje en haar man Joseph vanaf april 1941 woonden, ligt vlakbij dat park.
In januari 2024 zijn op de Tweede Oosterparkstraat Stolpersteine gelegd voor Klaartje De Zwarte-Walvisch en Joseph de Zwarte.